# Animatrix
Animatrix (Originaltitel: The Animatrix) ist ein US-amerikanisch-japanischer Animationsfilm aus dem Jahr 2003. Der Film besteht aus einer Sammlung von neun verschiedenen Computeranimations- und Zeichentrick-Kurzfilmen, die in der Welt der Matrix-Filme spielen. Die Regie bei diesen Kurzfilmen führten in den meisten Fällen bekannte japanische Anime-Regisseure, die zusammen mit den Wachowskis auch die Drehbücher schrieben.
Auf den Inhalt einiger Kurzfilme nehmen die Filme Matrix Reloaded und Matrix Revolutions sowie das Videospiel Enter the Matrix Bezug. Der Film erschien auf DVD und später auch auf Blu-ray.

## Übersicht zu den Einzelgeschichten
| Titel                            | Animationsstudio | Regisseur            | Drehbuch             |
| -------------------------------- | ---------------- | -------------------- | -------------------- |
| Der Letzte Flug der Osiris       | Square USA       | Andrew R. Jones      | Wachowskis           |
| The Second Renaissance Part I&II | Studio 4°C       | Mahiro Maeda         | Wachowskis           |
| Kid’s Story                      | Studio 4°C       | Shin’ichirō Watanabe | Wachowskis           |
| Program                          | Madhouse         | Yoshiaki Kawajiri    | Yoshiaki Kawajiri    |
| World Record                     | Madhouse         | Takeshi Koike        | Yoshiaki Kawajiri    |
| Beyond                           | Studio 4°C       | Kōji Morimoto        | Kōji Morimoto        |
| A Detective Story                | Studio 4°C       | Shin’ichirō Watanabe | Shin’ichirō Watanabe |
| Matriculated                     | DNA              | Peter Chung          | Peter Chung          |

## Handlungen

### Der Letzte Flug der Osiris
Die Crew des Schiffes Osiris muss Zion (der letzte Zufluchtsort der Menschen) eine entscheidende Botschaft zukommen lassen: Die Maschinen starten einen Großangriff auf Zion (es handelt sich hierbei um den Angriff, gegen den die Menschen in Matrix Reloaded und Matrix Revolutions ankämpfen). Die „Wächter“ der Maschinen bemerken allerdings das Schiff und greifen es an; in letzter Sekunde schafft es ein Crewmitglied, eine Nachricht als Brief in der Matrix zu verschicken. Sämtliche Crewmitglieder sterben beim Angriff.

### The Second Renaissance Part I
Diese Geschichte erklärt, wie es zum Aufstand der Maschinen kam. Anfang des 21. Jahrhunderts entwickelten die Menschen intelligente Roboter und Maschinen, die ihnen als Bauarbeiter und Butler dienten. Eine Zeit lang ging alles gut, bis sich der humanoide Roboter B-166ER gegen seine Besitzer auflehnt, und sie auf grauenhafte Art und Weise umbringt. Im Gerichtsprozess sagt er, dass er lediglich nicht habe sterben wollen – nach Auffassung der Menschen ist es aber rechtens, sein Eigentum zerstören zu dürfen. Die Regierung der Menschen lässt daraufhin alle Modelle der Reihe B-166ERs vernichten. Das hingegen führt zu einem Aufstand unter den Maschinen, welche auf den Straßen für eine bessere Behandlung demonstrieren. Die Menschen gehen mit extremer Gewalt gegen die Maschinen vor (zerstören sie, indem sie mit Panzern über sie hinweg rollen, oder zerschießen sie, obwohl sie friedlich demonstrieren). Tausende von Maschinen werden zerstört und auf den Grund des Meeres versenkt.
Vertrieben von den Menschen, ließen sich die Maschinen in ihrem gelobten Land nieder, in einer neuen Nation, die sie 01 (Zero One) nennen. Dort entwickeln die Maschinen sich weiter, indem sie die künstliche Intelligenz verbesserten. Durch die rasche Entwicklung neuer Technologien beherrschen sie schon bald die Wirtschaft. Während der Kurs der 01-Währung steigt, fällt die Kreditwürdigkeit der Menschen. Die Menschen sehen ihre Macht gefährdet, weshalb sie Wirtschaftssanktionen und eine Seeblockade gegen 01 beschließen. Als Botschafter von 01 bei den Vereinten Nationen in New York erscheinen, wird 01 der Beitritt zu den Vereinten Nationen verweigert.

### The Second Renaissance Part II
Inzwischen schreibt man das Jahr 2092, also etwa drei Jahre, nachdem man 01 den Beitritt zu den Vereinten Nationen verweigert hatte. Die Menschen wollen die Maschinen ein für alle Mal vernichten. Durch das andauernde Bombardement gegen 01 wird 2094 ein riesiger Krieg entfacht.
Die Maschinen überleben die Hitze und Strahlung der Bomben und beschließen einen Gegenangriff gegen die Menschheit. So erobert 01 ein Land nach dem anderen und verdrängt die zurückweichenden Menschen. Die Fähigkeit der Armee von 01, immer neue Soldaten zu bauen, gibt den Maschinen gegenüber den Menschen einen großen Vorteil. Zudem verbessern diese ihre Truppen ständig.
Im Mittleren Westen schaffen es die Menschen schließlich, einen großen Teil von 01s Truppen zu vernichten. Die Vereinten Nationen beschließen 2095 das Projekt „Dark Storm“, die Verdunkelung des Himmels. Das Ziel ist, die Maschinen von ihrer solaren Energieversorgung zu trennen. Als der Himmel verdunkelt ist, rüsten sich beide Parteien zum Krieg. Und obwohl die Verdunkelung des Himmels die Maschinen stark schwächt, hält es ihre Armeen nicht auf.
Ein viele Jahre andauernder Krieg erschüttert die Erde von 2094 bis 2139. Die Menschen schaffen es durch den Angriff ihrer Truppen, den Maschinen erheblichen Schaden zuzufügen. Doch diese schicken immer neuartigere und größere Kriegsmaschinen in den Krieg, welche die Armeen der Menschen schließlich überrennen.
Am Ende siegt 01 und seine Armeen haben fast alle Länder und Städte, darunter auch New York, eingenommen. Dort lassen die Menschen 01 im Jahr 2139 in die Vereinten Nationen beitreten und erhoffen sich so Frieden. Der Botschafter der Maschinen unterschreibt im Buch der Vereinten Nationen, woraufhin er New York und somit auch die Führer der Menschen mit einer Atombombe vernichtet. Die Armeen der Menschen sind nun führerlos und der Widerstand ist beendet.
Die Maschinen nehmen die meisten Menschen gefangen und führen Untersuchungen an ihnen durch. Sie kommen zu dem Schluss, dass der Mensch sie mit mehr als genug Energie versorgen könne und beschließen, alle sich in ihrer Gewalt befindenden Menschen an die „Matrix“, eine virtuelle Realität anzuschließen. Fortan leben die meisten Menschen als „lebende Batterien“ für die Maschinen weiter. Nur einige noch freie Überlebende fliehen nach Zion, einer Stadt tief im Erdmantel, und verbergen sich dort.

### Kid’s Story
Für den jungen Michael (oder auch nur Kid) fühlen sich Träume realer an als der Wachzustand. Im Chat setzt sich der Widerstandsführer Neo mit ihm in Verbindung. In der Schule wird er von diesem auch vor der Verfolgung durch Agenten gewarnt. Michael klettert auf das Dach der Schule und lässt sich fallen, wie er es zu Beginn in einem Traum gesehen hatte. Auf seinem Grabstein ist sein Name Michael Karl Popper zu lesen. In der realen Welt erwacht Michael, wo ihn Neo und Trinity erwarten und versorgen. Fälschlicherweise denkt Michael, dass er von Neo gerettet wurde, der ihm widerspricht. In Matrix Reloaded himmelt ihn Kid (gespielt von Clayton Watson) an.

### Program
Die junge Rebellin Cis wird während einer Trainingssimulation von ihrem Freund Duo bedrängt, mit ihm zurück in die Matrix zu gehen. Sie lehnt das ab, obwohl Duo immer energischer auf sie einredet, und offenbar auch nicht davor zurückschreckt, sie zu töten. Cis entgeht einem Mordversuch Duos, indem sie mit bloßen Händen die Klinge von dessen Schwert umfasst, abbricht und die abgebrochene Spitze durch seine Kehle bohrt. Aufgewühlt „erwacht“ Cis aus der Simulation, die lediglich ein Test bezüglich Urteilsvermögen, Konzentration und Technik war.

### World Record
Der Sprinter Dan hat einen Weltrekord aufgestellt, der aber nicht anerkannt wurde. Um seine Unschuld zu beweisen, tritt er gegen Anraten seines Trainers erneut an. Bei dem Sprint wird er ungewöhnlich schnell, weshalb Agenten die Zeit anhalten und versuchen, ihn einzuholen. Während die übrigen Sprinter weiter in ihrer Bewegung erstarrt sind, läuft Dan mit großer körperlicher Anstrengung und Willenskraft weiter. In dieser Anstrengung löst er sich aus der Befestigung in seiner Energiezelle der realen Welt und nimmt diese wahr. Er wird aber schnell wieder fixiert und die Zeit in der Matrix läuft weiter. Mit dem Überqueren der Ziellinie stellt er zwar einen neuen Weltrekord auf, stürzt aber zu Boden, wo er liegenbleibt. Es wurde dafür gesorgt, dass er nie wieder rennen oder gehen können wird. Auch seine Erinnerung wurde gelöscht. Dan schafft es allerdings aufzustehen und ein paar Schritte zu gehen, bevor er wieder zu Boden sackt.

### Beyond
Die Jugendliche Yoko sucht ihre Katze Yuki. Jungs aus der Nachbarschaft, die regelmäßig im „Spukhaus“ spielen, sagen, Yuki sei dort und fragen, ob Yoko mitkommen möchte. Das „Spukhaus“ ist ein abgeschottetes Haus, wo die Matrix erhebliche Fehlfunktionen aufweist. Als Yoko im Spukhaus einer Taube beim Fliegen zusieht, verschwinden die Wände des Hauses – ein Effekt, der nach Aussage der Jungs „noch nie passiert“ sei. Yoko fühlt sich sichtlich wohl, doch die Agenten sind auf dem Weg zum Haus. In einem Raum, an dessen Tür Yuki scharrte, blickt Yoko in die Leere, dabei hört sie ein Telefonat, das sie geführt hat, bevor sie zum Haus gegangen ist. Das Gelände wird – so zeigt es ein Monitor – durch einen Parkplatz ersetzt. Die Jungs und Yoko versuchen vergeblich, eine Anomalie zu finden.

### A Detective Story
Der verzweifelte Privatdetektiv Ash erhält für die Bezahlung von 800.000 Dollar den Auftrag, die Hackerin Trinity aufzuspüren. Bei seinen Ermittlungen findet er heraus, dass andere Detektive ebenfalls versuchten, Trinity zu finden. Einer nahm sich das Leben, einer verschwand und einer wurde wahnsinnig. Beim Besuch des Wahnsinnigen findet Ash viele Anspielungen auf Alice im Wunderland und Alice hinter den Spiegeln.
In einem Chat nennt ihm die Rote Königin einen Ort und Zeit für ein Treffen. In einem Zugabteil trifft er auf Trinity, die ihm einen Wurm aus dem Auge entfernt. In einem Großraumabteil werden drei Zivilisten zu Agenten. Ash und Trinity flüchten vor den Agenten, doch Ash beginnt ebenfalls, zu einem Agenten zu werden. Trinity schießt ihm in die Brust, was die Verwandlung aufhält und Trinity die Flucht ermöglicht. Ash, der nach Einschätzung von Trinity mit der Wahrheit fertiggeworden wäre, bleibt im Zug zurück und wird von den Agenten gefunden.

### Matriculated
Eine Gruppe von Rebellen auf der Oberfläche der zerstörten Welt nimmt einen Läufer (eine Drohne der Maschinen) gefangen. Danach versuchen sie, ihn in einer Art eigener Matrix (weitgehend pantomimisch) davon zu überzeugen, zu kooperieren, statt ihn einfach umzuprogrammieren. In dieser Matrix durchläuft er mehrere verschiedene Stadien (u. a. die Erkenntnis des eigenen Ichs und des freien Willens). Als er in einem Stadium ist, bei dem er sich mit der Rebellin Alexa verbunden fühlt, bricht die Simulation ab, da weitere Drohnen den Stützpunkt der Rebellen angreifen. Die Rebellen erleiden herbe Verluste. Alexa aktiviert den Läufer, der nun auf der Seite der Rebellen ist, was durch einen Wechsel des Lichts in seinen Augen und auf seinem Rücken von Rot zu Grün sichtbar wird. Nachdem der konvertierte Läufer dem Angriff zuerst teilnahmslos zugesehen hat, kommt er Alexas Hilferuf nach, als er sieht, dass sie in Gefahr ist.
Nachdem der Läufer die letzte Maschine zerstört hat, bleiben nur noch er und die bewusstlose Alexa übrig. Er schließt sie und sich an die Matrix der Rebellen an, wo er sie wiedersieht. Als er auf sie zukommt, fühlt sie sich sichtlich unwohl und verschwindet. In der realen Welt liegt Alexa leblos neben dem Läufer. So bleibt er allein dort zurück, wo am Anfang der Geschichte die Protagonistin Wache gehalten hat. Die Lichter auf seinem Rücken sind wieder rot.

## Synchronisation
| Figur                     | Original Sprecher        | Deutscher Sprecher       |
| ------------------------- | ------------------------ | ------------------------ |
| Captain Thadeus           | Kevin Michael Richardson | Torsten Michaelis        |
| Jue                       | Pamela Adlon             | Ghadah Al-Akel           |
| Operator                  | Tom Kenny                | Oliver Rohrbeck          |
| Alte Frau                 | Bette Ford               | Christel Merian          |
| Pilot                     | Rick Gomez               | Bernhard Völger          |
| Krankenschwester          | Tara Strong              | Tanja Geke               |
| The Instructor            | Julia Fletcher           | Claudia Urbschat-Mingues |
| Thomas A. Anderson / Neo  | Keanu Reeves             | Simon Jäger              |
| Trinity                   | Carrie-Anne Moss         | Martina Treger           |
| Michael Karl Popper / Kid | Clayton Watson           | Marcel Collé             |
| Cis                       | Hedy Burress             | Debora Weigert           |
| Duo                       | Phil LaMarr              | Thomas Nero Wolff        |
| Kaiser                    | John DiMaggio            | Hans-Jürgen Wolf         |
| Dan Davis                 | Victor Williams          | Oliver Siebeck           |
| Mr. Davis                 | John Wesley              | Erich Räuker             |
| Ash                       | James Arnold Taylor      | Michael Deffert          |
| Alexa                     | Melinda Clarke           | Victoria Sturm           |
| Yoko                      | Hedy Burress             | Julia Ziffer             |
| Agent Smith               | Matt McKenzie            | Hans-Jürgen Wolf         |

## Kritik
Oliver Armknecht bei film-rezensionen.de meint: „‚Animatrix‘ war seinerzeit ein reines Begleitwerk zu ‚Matrix‘, mit dem Fans zur Kasse gebeten werden sollten. Und doch ist die Anime-Anthologie besser, als man erwarten könnte. Die Geschichten um die Tücken der Technik wiederholen sich zum Teil, liefern auch keine wirklichen Denkanstöße. Die futuristische Atmosphäre und die hochkarätige, abwechslungsreiche Optik machen die Sammlung aber auch für Nicht-Fans sehenswert.“